# Montagny-Sainte-Félicité
Montagny-Sainte-Félicité é uma comuna francesa na região administrativa de Altos da França, no departamento de Oise. Estende-se por uma área de 5,67 km². Em 2010 a comuna tinha 424 habitantes (densidade: 74,8 hab./km²).